# Єзд (остан)
Єзд, Йєзд (перс. یزد) — одна з 30 провінцій (останів) Ірану.
Розташована в центральній частині країни. Столиця — місто Єзд, інші великі міста — Ердекан (80 тис. осіб), Мейбод (60 тис.), Тебес (32 тис.), Бафк (31 тис.), Хамідіє (28 тис.), Мехріз (27 тис.), Абарка (22 тис.), Тафт (16 тис.), Сахедіє (15 тис.), Зарч (10 тис.).